# No Promises...No Debts
No Promises…No Debts je studiové album nizozemské hardrockové skupiny Golden Earring. Album vyšlo v červenci roku 1979 u Polydor Records. Produkoval jej kytarista skupiny George Kooymans. V USA vyšlo s odlišným obalem. V nizozemské hitparádě se umístilo na druhé příčce.

## Seznam skladeb
| Pořadí         | Název                | Autor                                                         | Délka |
| -------------- | -------------------- | ------------------------------------------------------------- | ----- |
| 1.             | Heart Beat           | Rinus Gerritsen, Barry Hay, George Kooymans, Cesar Zuiderwijk | 3:00  |
| 2.             | Need Her             | Gerritsen, Hay, Herritsen, Kooymans, Zuiderwijk               | 3:07  |
| 3.             | Sellin' Out          | Gerritsen, Hay, Herritsen, Kooymans, Zuiderwijk               | 3:46  |
| 4.             | Snot Love in Spain   | Gerritsen, Hay, Herritsen, Kooymans, Zuiderwijk               | 3:50  |
| 5.             | Save Your Skin       | Gerritsen, Hay, Herritsen, Kooymans, Zuiderwijk               | 6:42  |
| 6.             | D Light              | Gerritsen, Hay, Herritsen, Kooymans, Zuiderwijk               | 3:34  |
| 7.             | Tiger Bay            | Gerritsen, Hay, Herritsen, Kooymans, Zuiderwijk               | 3:12  |
| 8.             | Weekend Love         | Gerritsen, Hay, Herritsen, Kooymans, Zuiderwijk               | 4:14  |
| 9.             | Don't Close the Door | Gerritsen, Hay, Kooymans, Zuiderwijk                          | 3:29  |
| 10.            | Don't Stop the Show  | Gerritsen, Hay, Herritsen, Kooymans, Zuiderwijk               | 2:41  |
| 11.            | By Routes            | Gerritsen, Hay, Herritsen, Kooymans, Zuiderwijk               | 2:53  |
| Celková délka: | Celková délka:       | Celková délka:                                                | 40:28 |

## Sestava

### Golden Earring
- Barry Hay – zpěv, flétna
- George Kooymans – kytara, zpěv
- Rinus Gerritsen – baskytara, klávesy
- Cesar Zuiderwijk – bicí

### Ostatní
- John Legrand – harmonika
- Jan Rietman – aranžmá